# Finke (Familienname)
Der Familienname Finke hat verschiedene Ursprünge: Er stammt ab vom mittelhochdeutschen Wort vinke = Finke (Vogel) oder vom friesisch-nordhochdeutschen Wort vinke = loser Gesell, was als gängige Bezeichnung für einen lustigen, fröhlichen, sangesfrohen Menschen galt.

## Mögliche Abwandlungen
Mögliche Abwandlungen sind Fink, Fincke, Vinke, Finkenzeller, Finkenstädt.

## Namensträger
- Alfred Finke (1888–1971), deutscher Politiker
- August Finke (1906–1995), deutscher Politiker (NSDAP, SRP)
- Bernd Finke (* 1963), deutscher Diplomat
- Christian Finke (* 1958), deutscher Kirchenmusiker
- Christian Finke-Tange (* 1972), deutscher Kirchenmusiker und Musiklehrer
- Christine Finke (* 1966), deutsche Anglistin, Bloggerin, Journalistin und Kinderbuchautorin
- Dieter Finke (Bildhauer) (1939–2011), deutscher Bildhauer
- Dieter Finke (Fußballspieler) (* 1960), deutscher Fußballspieler
- Eberhard Finke (1920–2016), deutscher Cellist und Hochschullehrer
- Erich Finke (1905–1945), deutscher Internist
- Ferdinand Finke (1891–1945), deutscher Polizeibeamter
- Fidelio F. Finke (1891–1968), deutscher Komponist
- Franz Finke (1907–1942), deutscher römisch-katholischer Geistlicher und Märtyrer
- Gerhard Finke (1917–2020), deutscher Maler
- Heinrich Finke (1855–1938), deutscher Historiker
- Heinz Finke (1915–2007), deutscher Fotograf und Bildreporter
- Helmut Finke (Mediziner) (1916–2004), deutscher Radiologe
- Helmut Finke (Instrumentenbauer) (1923–2009), deutscher Musiker, Instrumentenbauer und Unternehmer
- Hermann Finke (1877–1947), deutscher Bibliothekar und Epigraphiker
- Ingeborg Finke-Siegmund (1919–2012), deutsche Pianistin und Klavierpädagogin
- Jobst Finke (* 1937), deutscher Arzt, Begründer der Gesprächspsychotherapie
- Jochen Finke (* 1941), deutscher Bühnenbildner
- Johann Paul Finke († 1756), deutscher Jurist und Schriftsteller
- Johannes Finke (* 1974), deutscher Autor, Verleger und Musiker
- Julius Finke (1880–1947), deutscher Politiker (SPD), MdR
- Karl Finke (Tätowierer) (1866–1935), deutscher Tätowierer, Ringkämpfer und Schausteller
- Karl Finke (Sportfunktionär) (* 1947), deutscher Sportfunktionär und Behindertenbeauftragter
- Karl Konrad Finke (* 1935), deutscher Bibliothekar
- Leonhard Ludwig Finke (1747–1837), deutscher Mediziner und Hochschullehrer
- Lieselotte Finke-Poser (1925–2025), deutsche Malerin und Grafikerin
- Luise Finke (1917–2002), deutsche Pädagogin und Leichtathletin
- Magdalena Finke (* 1986), deutsche politische Beamtin
- Margarete Finke (* im 19. Jahrhundert), deutsche Politikerin (DVP, DNVP)
- Meinolf Finke (* 1963), deutscher Dichter
- Nikki Finke (1953–2022), amerikanische Bloggerin, Journalistin, Verlegerin und Autorin
- Patrick Finke (* 1983), deutscher American-Football-Spieler
- Peter Finke (Wissenschaftstheoretiker) (* 1942), deutscher Wissenschaftstheoretiker und Hochschullehrer
- Peter Finke (Physiker) (* 1944), deutscher Physiker
- Peter Finke (Ethnologe) (* 1963), deutscher Ethnologe und Hochschullehrer
- Petra Finke (* 1958), deutsche Ruderin
- Ralf Finke (* 1960), deutscher Journalist und Autor
- Renate Finke-Osiander (1926–2025), deutsche Diplomatin
- Richard Finke (1908–2007), deutscher Maler, Jäger und Verhaltensforscher
- Robert Finke (* 1999), US-amerikanischer Schwimmer
- Simone Schürle-Finke (* 1985), deutsche biomedizinische Ingenieurin
- Stefan Finke (* 1963), deutscher Schriftsteller
- Thorben Finke (* 2004), deutscher Leichtathlet
- Tommy Finke (* 1981), deutscher Singer-Songwriter und Komponist
- Volker Finke (* 1948), deutscher Fußballspieler und -trainer
- Wilfried Finke (1951–2019), deutscher Unternehmer, Fußballfunktionär
- Wilhelm Finke (Karl Heinrich Wilhelm Finke; 1884–1950), deutscher Pädagoge, Physiker und Astronom
- William Finke (* 1814 oder 1815; † 1864), deutscher Entdecker, Prospektor und Viehzüchter im kolonialen Australien